# The Secret of Monkey Island
The Secret of Monkey Island (Englisch, auf Deutsch etwa Das Geheimnis der Affeninsel) ist der erste Teil der Videospielreihe Monkey Island, die LucasArts (damals Lucasfilm Games) als Spielentwickler berühmt und dadurch zeitweise zum größten Konkurrenten von Sierra Entertainment auf diesem Sektor machte.
Das Spiel gilt als Klassiker und Meilenstein in der Geschichte der Computerspiele bzw. im Speziellen der Adventures.

## Handlung
Der Spieler übernimmt die Rolle von Guybrush Threepwood, der auf der karibischen Insel Mêlée Island eintrifft und sich vorgenommen hat, Pirat zu werden. Die Anführer der Piraten der Insel stellen ihm drei Aufgaben, bei denen er sein Können unter Beweis stellen muss: Er soll den Schwertmeister der Insel beim Fechten besiegen, ein wertvolles Artefakt aus dem Haus der Gouverneurin stehlen und einen vergrabenen Schatz finden. Bei der Erfüllung dieser Aufgaben trifft er unter anderem auf die Gouverneurin Elaine Marley, in die er sich prompt verliebt.
Allerdings hat Guybrush bei seinen Bemühungen, das Herz der Gouverneurin zu gewinnen (was ihm schneller gelingt als erhofft), einen ernstzunehmenden Rivalen. Der Geisterpirat LeChuck ist seit seinen Lebzeiten in Elaine verliebt. Um ihr Herz zu gewinnen, hat er sich auf die Suche nach der Insel Monkey Island gewagt, um deren sagenumwobenes Geheimnis herauszufinden, war aber von dort nicht mehr als Lebender wiedergekehrt. Während Guybrush mit der Erfüllung seiner Aufgaben beschäftigt ist, wird sie von LeChuck, der sich verkleidet und unter dem Namen Fester Shinetop als neuer Sheriff eingeschlichen hat, und seiner Crew entführt und nach Monkey Island verschleppt. Guybrush stellt einen Rettungstrupp zusammen, ergaunert ein Schiff und bricht auf, um die mysteriöse Insel zu finden und Elaine zu befreien.
Als Guybrush Monkey Island schließlich erreicht, erkundet er die Insel und trifft einen Kannibalenstamm, der zu seinem Glück momentan eine vegetarische Auszeit nimmt, sowie den Schiffbrüchigen Herman Toothrot, der mit den Kannibalen im Streit liegt. Nachdem er den Ureinwohnern hilft, eine verlorene Voodoo-Zutat, die von LeChuck gestohlen wurde, wiederzubeschaffen, brauen sie ihm zum Dank dafür nach einem uralten Rezept einen Trank, mit dem Geister zerstört werden können. Doch als Guybrush zu LeChucks Versteck aufbricht, um ihm dort gegenüberzutreten, trifft er nur einen zurückgelassenen Geisterpiraten aus dessen Crew, der ihm erzählt, dass LeChuck nach Mêlée Island aufgebrochen ist, um Elaine zu heiraten.
Guybrush kehrt zurück nach Mêlée Island, um in die Kirche zu stürmen und die Hochzeit zu verhindern. Dort angekommen sieht er eine Gestalt im Brautkleid sowie LeChuck vor dem Traualtar und bemerkt zu spät, dass Elaine bereits einen eigenen Fluchtplan geschmiedet hat und nie ernsthaft in Gefahr war. Es kommt zum finalen Kampf mit LeChuck, in dem Guybrush diesen mit Malzbier vernichtet. LeChuck explodiert in einem spektakulären Feuerwerk, was sich Guybrush und Elaine als Neuverliebte gemeinsam anschauen.

## Spielprinzip und Technik
Das Point-and-Click-Adventure The Secret of Monkey Island wurde als fünftes Spiel bei LucasArts mit der SCUMM-Engine entwickelt. Es war außerdem das erste Adventure, welches seine Sprite-Figuren skaliert, sodass die Spielfigur je nach Entfernung vom virtuellen Auge des Betrachters kleiner oder größer werden kann.
Das Benutzerinterface der Originalversion stellt zwölf Verben zur Verfügung, aus denen der Spieler wählen kann, um Aktionen auszuführen, einige davon werden wenig bzw. wahlweise im Spiel gebraucht, wie „Schalte ein“ und „Schalte aus“. In der CD-Version verfügt das Interface nur noch über die neun Verben, die auch in Monkey Island 2 benutzt werden.

## Produktionsnotizen
Entwickelt wurde das Spiel vorwiegend von Ron Gilbert, der auf die Hilfe von Tim Schafer und Dave Grossman zurückgriff. Das Trio entwarf auch die Fortsetzung, Monkey Island 2: LeChuck’s Revenge, bevor Gilbert LucasArts verließ. Schafers spätere Arbeiten waren u. a. Vollgas und Grim Fandango, während Grossmann Day of the Tentacle mitentwickelte. Der Soundtrack des Spiels wurde von Michael Land komponiert und lag der ursprünglichen Fassung im MIDI-Format bei.
Ron Gilberts Inspirationsquellen für Monkey Island waren die Disneyland-Attraktion Pirates of the Caribbean und Tim Powers Buch In fremderen Gezeiten. Das Buch inspirierte Geschichte und Charaktere, während die Disney-Attraktion das Ambiente definierte. Neben den Hauptentwicklern schrieb Autor Orson Scott Card einen Teil der Beleidigungen, mit denen Guybrush beim Fechten seine Gegner besiegen muss.
Ursprünglich wurde The Secret of Monkey Island 1990 für Atari ST und PC-Systeme auf Diskette veröffentlicht (mit EGA-Grafik). Einige Monate später wurde die VGA-Version für den PC veröffentlicht. Die Amiga-Version wurde kurz danach veröffentlicht, verwendet wurden für diese Version die PC-EGA-Spielfiguren mit 16 Farben zusammen mit den auf jeweils 32 Farben reduzierten PC-VGA-Raumhintergründen. Der Soundtrack wurde von Chris Hülsbeck umgesetzt. Im ersten Quartal 1992 kam dann die Macintosh-Version, bei der die Benutzerschnittstelle des zweiten Teils (grafisches Inventar und es entfielen drei Aktionsverben) verwendet wurde.
Die Macintosh-Version wurde dann auch Vorlage für die im Sommer 1992 erschienene Enhanced CD-Audio Edition (MS-DOS, VGA, 256 Farben). Der Soundtrack kam nun klanglich hochwertig als Audio-Tracks von der CD, womit er von der Soundkarte unabhängig war, und wurde gegenüber der VGA-Disk-Version noch erweitert. Auch die Soundsamples/Geräusche profitierten in Umfang und Qualität von der neueren SCUMM-Engine, die nun neben dem Standard AdLib auch den Sound Blaster und kompatible unterstützte. Parallel zur DOS-Enhanced-CD-Audio-Edition erschien eine Sega-Mega-CD-Version, deren Grafik jedoch ausgewaschener wirkte, da das Sega Mega-CD nur 64 Farben auf einmal darstellen konnte. Außerdem hatte die Sega-Mega-CD-Version einen Bug, durch den die verschiedenen Gegenstände, die sich die Figur im Spiel angeeignet hatte, nicht gespeichert wurden, sondern die fehlenden Gegenstände. Ferner litt diese Version aufgrund der einfachen Geschwindigkeit des CD-ROM-Laufwerks unter langen Ladezeiten. Der geringe kommerzielle Erfolg dieser Variante führte dazu, dass LucasArts seine Pläne, Indiana Jones and the Fate of Atlantis und Monkey Island 2 für das Sega Mega-CD zu veröffentlichen, zurückzog und erst Star Wars: Rebel Assault wieder auf Sega Mega-CD veröffentlichte. Die ebenfalls 1992 erschienene FM-Towns-Version des Spiels ist nicht in Europa erschienen und hat auch das erweiterte SCUMM-Menü, erweiterte Soundeffekte und Audio-CD-Musik.
Als Kopierschutz fand vor dem Spiel „ein kleines Geschichts-Quiz“ statt, das zu einem Piratenporträt die Frage „Wann wurde dieser Pirat in [verschiedene Ortsnamen] aufgeknüpft?“ stellte. Diese Frage wurde mit Hilfe eines als Dial-a-Pirate bezeichneten Schlüssels gelöst. Dial-a-Pirate bestand dabei aus zwei aufeinanderliegenden Pappscheiben, die sich koaxial drehen ließen. Hierdurch wurde das auf dem Bildschirm zu sehende Piratengesicht aus einer oberen (untere Pappscheibe) und einer unteren (obere Pappscheibe) Hälfte zusammengesetzt, wobei für jede Position durch beschriftete Löcher eine einem Ort zugewiesene Jahreszahl abgelesen werden konnte. Die genannten Ortsnamen sind Antigua, Barbados, Jamaika, Montserrat, Nebraska, St. Kitts und Tortuga. Nebraska stellt als US-Bundesstaat – und zudem Binnenstaat – die einzige Ausnahme in dieser Aufzählung karibischer Inseln dar.
Für die deutsche Übersetzung des Spiels war Boris Schneider verantwortlich. Die Übersetzung wird von Fans und Presse gelobt (die Spielezeitschrift Power Play, bei der Schneider als Redakteur arbeitete, bezeichnete sie in einem Testbericht in Ausgabe 1/91 sogar als „tadellos“).
Ein Animationsfilm auf Basis des Monkey-Island-Stoffs durch Regisseur Steven Spielberg war geplant, kam aber über das Stadium der Vorproduktion nicht hinaus.

Logo von The Secret of Monkey Island – Special Edition

Im Juli 2009 erschien das Remake The Secret of Monkey Island – Special Edition. Das Spiel wurde komplett überarbeitet und mit neuen handgemalten Grafiken in Full HD (1920 × 1080 Pixel), neuem Soundtrack, einer durchgehenden englischen Sprachausgabe sowie einer neuen Steuerung versehen. Die Special Edition erschien zum Download für den PC auf GOG.com und Steam und für die Xbox 360 auf Xbox Live Arcade. Außerdem wurde im Juli 2009 eine Version für iPhone und iPod touch im App Store veröffentlicht. Über das Playstation Network wurde die überarbeitete Version im Sommer 2010 angeboten. Darüber hinaus wird die überarbeitete Version von Aspyr für Mac OS X im Mac App Store angeboten. 2015 wurde die iOS-Version aus Apples App Store entfernt, da sie nicht mit der neu erschienenen Betriebssystemversion iOS 9 kompatibel war.
Die internationale Version enthält die klassische Übersetzung von Boris Schneider als Untertitel. Die klassische Version, die per Tastendruck aktiviert werden kann, ist nur in Englisch verfügbar.

## Rezeption
Der erste Teil der Spielreihe wurde von zeitgenössischen Kritikern weitgehend gut aufgenommen. So beschrieb das Magazin Power Play die Handlung des Spiels als witzig und umfangreich, allerdings sei durch den Umfang des Spiels das Wechseln der Disketten für Spieler ohne Festplatte etwas nervig. Auch die technischen Neuerungen wurden gelobt, die musikalische Untermalung sei passend und stimmungsvoll, die Grafik wurde von ASM-Redakteurin Eva Hoogh als „traumhaft“ bezeichnet.
Anlässlich des 15. Geburtstags der Spiele-Reihe hob Christian Schiffer im Onlinemagazin Telepolis hervor, dass die Rätsel und Charaktere des Spiels sich bis heute an ungebrochener Popularität erfreuen würden, sowie dass das Spiel bei einigen immer noch als das beste Spiel aller Zeiten gelte. Retrospektiv wertet das Magazin Retro Gamer das Spiel als „Kombination aus schrägem Humor, Karibik-Setting, hübscher Grafik, gelungenen Rätseln und innovativen Rede-Fechtduellen“.
- ASM 2/91: ASM Hit[16]
- Play Time 5/91 (Amiga): 92 %, Super Hit

### Ausstellung
The Secret of Monkey Island wurde 2011 als eines von fünf repräsentativen Spielen für eine Ausstellung über die Entwicklung der Kunstform des Videospiels, The Art of Video Games, im Smithsonian American Art Museum ausgewählt. Ein Exemplar der Amiga-Ausgabe ist auch im Deutschen Museum in München in der Dauerausstellung Informatik ausgestellt.

### Theaterstück
Am 21. und 29. Mai 2005 wurde eine Bühnenversion von The Secret of Monkey Island live an der Hammond High School in Columbia, Maryland aufgeführt. Das Stück war eine gewissenhafte Nachstellung des Originalspiels, die Idee dazu kam von Chris Heady, einem Schüler und Fan der Serie. Heady arbeitete nebenbei bei LucasArts, um die Rechte für die Veröffentlichung des Stücks im Herbst 2004 zu erlangen. Diese Bühnenadaption wurde vom Guinness-Buch der Rekorde als „first graphic adventure to become a stage play“ ausgezeichnet.
Im Juli 2006 führte GameSpot ein Interview mit dem Entwickler von Monkey Island, Ron Gilbert, der das Stück in den ersten Momenten des Interviews erwähnte. Das Stück wurde auch von dem britischen Spielemagazin Play und in der Baltimore Sun erwähnt.